# S:t Michels domkyrka

S:t Michels domkyrka är huvudkyrka i staden S:t Michel och domkyrka för Sankt Michels stift inom den evangelisk-lutherska kyrkan i Finland. 
Kyrkoarkitekten Josef Stenbäck planerade kyrkan, som byggdes av rött tegel i nygotisk stil 1896–1897. Kyrkan har ett treskeppigt långhus med ett fyrsidigt torn i västra änden och ett kor som är lägre och smalare än resten av kyrkan. Kyrkan blev domkyrka 1945 när Viborgs stift flyttades till S:t Michel efter fortsättningskriget.
Orgeln byggdes 1955 av Kangasala orgelfabrik. Altartavlan som skildrar korsfästelsen är målad 1899 av Pekka Halonen.

## Sakristian

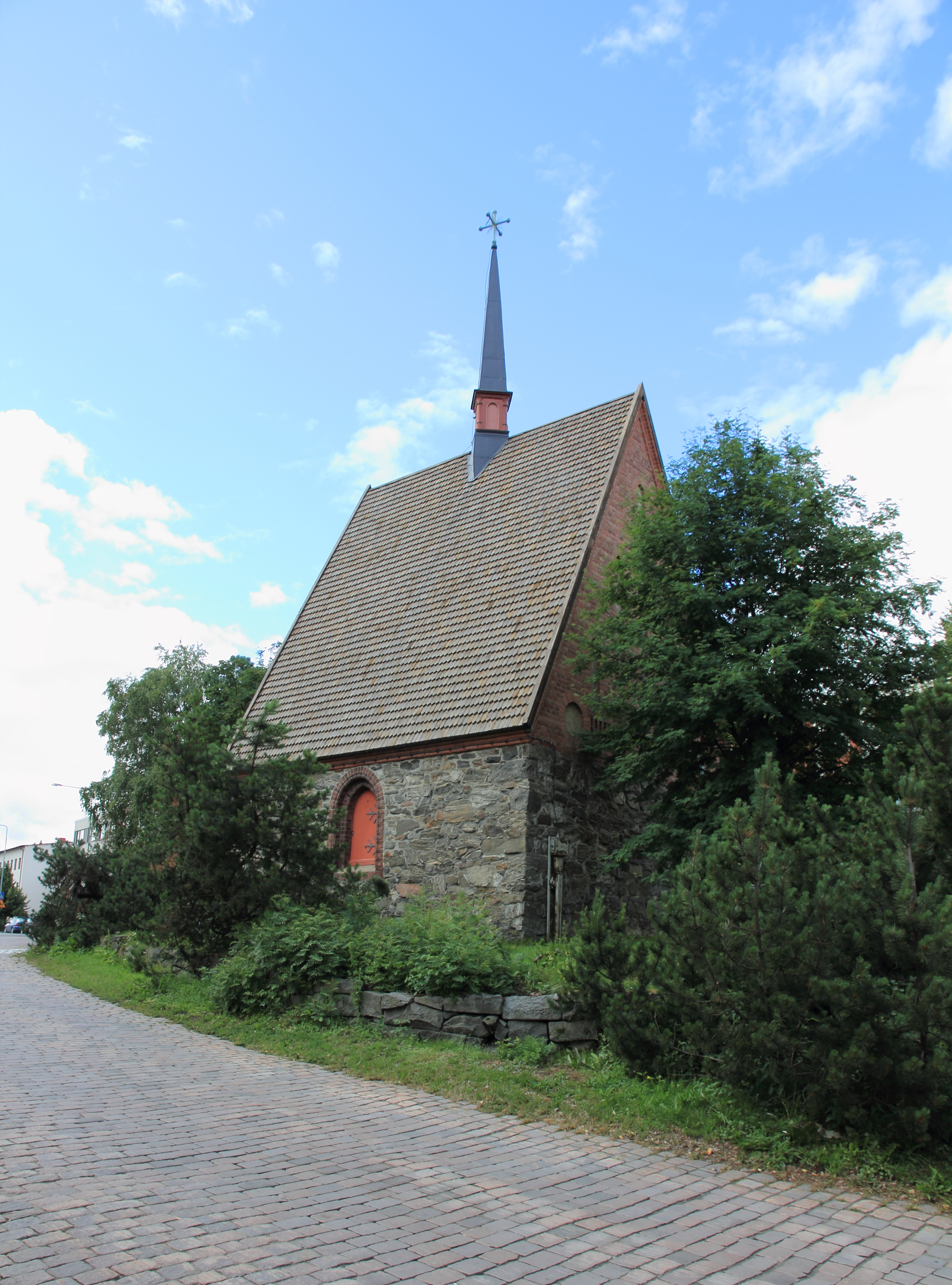
Sakristian

En sakristia i sten tillkom någon gång i mitten av 1500-talet och byggdes till en gammal träkyrka. Den övergavs och var i slutet av 1800-talet att betrakta som en ruin. Den restaurerades emellertid 1900-1901  och fick sin nuvarande nygotiska form och fick tjänstgöra som ett slags självständig kapellbyggnad. 